# Josh Earnest
Joshua Ryan Henry "Josh" Earnest (nascido em 22 de janeiro de 1975) é um assessor político estadunidense que serviu como Secretário de Imprensa da Casa Branca na Presidência de Barack Obama de 2014 a 2017. Ele sucedeu Jay Carney em 2014 e foi sucedido por Sean Spicer, primeiro Secretário de Imprensa da presidência de Donald Trump

## Início de vida e educação
Earnest nasceu em Kansas City, Missouri, filho de Donald H. Earnest, um coordenador esportivo, e Jeanne M. Earnest, uma psicóloga. Frequentou a The Barstow School, uma escola privada de ensino secundário, usufruindo uma bolsa. Ele jogou beisebol e basquete.
Ele se formou na Universidade Rice em 1997, obtendo diploma em Ciência Política e Estudos Políticos.

## Carreira
Imediatamente após sair da faculdade, trabalhou com Lee Brown na eleição de 1997 para prefeito de Houston. Earnest serviu como assessor parlamentar para o deputado federal estadunidense Marion Berry de 2002-03, após ter trabalhado na vitoriosa primeira campanha de Michael Bloomberg para prefeito da cidade de Nova Iorque, em 2001.
Depois de trabalhar no Capitólio, Earnest trabalhou para o Comitê Nacional Democrata de 2003-06 nos mandatos de Terry McAuliffe e Howard Dean. Earnest foi Diretor de Comunicação na campanha de Jim Davis para Governador da Flórida em 2006. Ele se mudou para o estado de Iowa em dezembro de 2006 para servir como Diretor de Comunicações Nacionais para a campanha presidencial de Tom Vilsack, então Governador de Iowa.
Em seguida, juntou-se a campanha presidencial de Barack Obama em março de 2007 como Diretor de Comunicação para Iowa. Depois da vitória de Obama nas primárias de Iowa, Earnest trabalhou como assessor sênior de comunicação em várias das primárias, incluindo Carolina do Sul, Texas e Pensilvânia. Durante as eleições gerais de 2008, Earnest serviu como Vice-Diretor de Comunicação da campanha. Depois que Obama foi eleito Presidente, Earnest mudou-se para Washington, D.C. e serviu como o Diretor de Comunicações para o Comitê Inaugural Presidencial.
Earnest começou seu trabalho na Casa Branca no primeiro dia completo do Presidente Obama no ofício, 21 de janeiro de 2009, como Vice-Secretário de Imprensa de Robert Gibbs. Mais tarde, Earnest foi promovido e serviu como Vice-Diretor Sênior de Imprensa da Casa Branca Secretário e Chefe de Gabinete de Jay Carney, ocasionalmente ocupando seu lugar durante os briefings de imprensa. Earnest foi a West Wing Week, uma série de vídeos produzidos pela Casa Branca que narraram as atividades do Presidente a cada semana.
Em 30 de maio de 2014, o presidente Obama anunciou que Josh Earnest sucederia Carney como Secretário de Imprensa da Casa Branca.Em uma pesquisa anual realizada pela Politico Magazine em abril de 2015, ele foi votado como o oficial de imprensa mais prestativo da administração Obama e o melhor Secretário de Imprensa da Casa Branca por cerca de 70 jornalistas.
Ele conduziu seu último briefing de imprensa da administração Obama enquanto Secretário de Imprensa em 17 de janeiro de 2017.

## Vida pessoal
Em agosto de 2012, Earnest casou-se com Natalie Wyeth em uma cerimônia Cristão-Judaica no Four Seasons Hotel, em Washington, D.C. Sua esposa foi funcionária do Departamento do Tesouro e é bisneta do ilustrador N. C. Wyeth e neta do engenheiro Nathaniel C. Wyeth. Eles têm um filho.